# NGC 3514
إن جي سي 3514 في الفهرس العام الجديد، هي مجرة، تقع في كوكبة الباطية. اكتشفت في 22 مارس 1835 بواسطة جون هيرشل.

## روابط خارجية
- NGC 3514 على موقع ويكي سكاي: DSS2, SDSS, GALEX, IRAS, Hydrogen α, X-Ray, Astrophoto, Sky Map, Articles and images